# Émile Druart
Pour les articles homonymes, voir Druart.
Émile Druart (1865-1944) est un archer belge.

## Carrière
Lors des Jeux olympiques d'été de 1900 à Paris, Émile Druart dispute l'épreuve sur la perche à la herse et est sacré vice-champion olympique, en terminant à égalité avec le Français Auguste Serrurier.
Il est inhumé au Cimetière de Robermont à Liège.